# Koki Morita
Koki Morita (森田 晃樹 Morita Kōki?, Tokio, 8 de agosto de 2000) es un futbolista japonés que juega como centrocampista en el Tokyo Verdy.

## Trayectoria
En 2019 se unió al Tokyo Verdy de la J2 League.

## Clubes
| Club        | País  | Año   |
| ----------- | ----- | ----- |
| Tokyo Verdy | Japón | 2019- |